# Đặng Văn Minh (chính khách)
Đặng Văn Minh, sinh năm 1966, là một cựu chính khách người Việt Nam. Ông là Chủ tịch Ủy ban nhân dân tỉnh Quảng Ngãi, Phó Bí thư Tỉnh ủy Quảng Ngãi từ tháng 9 năm 2020 cho đến tháng 3 năm 2024 khi bị bắt vì tội nhận hối lộ.

## Tiểu sử
Ông có quê ở xã Phổ An, thị xã Đức Phổ, Quảng Ngãi. Ông là cử nhân Luật Kinh tế, trình độ cao cấp lý luận chính trị. 

## Sự nghiệp
Ông từng giữ chức vụ Giám đốc Sở Giao thông vận tải Quảng Ngãi, Phó Chủ tịch Thường trực UBND tỉnh Quảng Ngãi, Bí thư Thành ủy Quảng Ngãi, Trưởng Ban Tổ chức Tỉnh ủy Quảng Ngãi.
Ngày 11 tháng 9 năm 2020, Trưởng Ban Tổ chức Tỉnh ủy Quảng Ngãi Đặng Văn Minh được bầu giữ chức Phó Bí thư Tỉnh ủy Quảng Ngãi.
Ngày 15 tháng 9 năm 2020, ông được bầu giữ chức Chủ tịch UBND tỉnh Quảng Ngãi.